# Nuoto artistico ai campionati mondiali di nuoto 2025 - Singolo maschile (programma libero)
Il concorso del singolo maschile (programma libero) ai campionati mondiali di nuoto 2025 si è svolto il 21luglio 2025 presso la World Aquatics Championships Arena di Singapore.

## Programma
La finale è iniziata il 19 luglio alle ore 14:00.

## Risultati
| Pos.    | Atleta                       | Nazione                       | Punteggio |
| ------- | ---------------------------- | ----------------------------- | --------- |
| Oro     | Aleksandr Evgen'evič Mal'cev | Atleti Neutrali Autorizzati B | 229.5613  |
| Argento | Muye Guo                     | Cina                          | 220.1926  |
| Bronzo  | Filippo Pelati               | Italia                        | 213.9850  |
| 4       | Ranjuo Tomblin               | Regno Unito                   | 210.9125  |
| 5       | Diego Villalobos Carrillo    | Messico                       | 206.8150  |
| 6       | Jordi Caceres                | Spagna                        | 202.0400  |
| 7       | Gustavo Sánchez              | Colombia                      | 198.9025  |
| 8       | Viktor Druzin                | Kazakistan                    | 197.9225  |
| 9       | Nicolás Campos               | Cile                          | 179.2325  |
| 10      | Marios Kritsas               | Grecia                        | 167.7863  |
| 11      | David Martinez               | Svezia                        | 164.7187  |
| 12      | Bernardo Barreto             | Brasile                       | 152.8275  |
| 13      | Wattikorn Khethirankanok     | Thailandia                    | 129.7475  |
| 14      | José Borges                  | Cuba                          | 86.6687   |